# Conclave de 1830–1831
O Conclave de 1830 a 1831 foi realizado a partir de 14 de dezembro de 1830 após a morte do Papa Pio VIII. Não foi concluída até a eleição de 2 de fevereiro de 1831 de Bartolomeo Alberto Cappellari como Papa Gregório XVI.

## Contexto
O Papa Pio VIII morreu na quinta-feira, 30 de novembro de 1830, aos 69 anos. Em 11 de dezembro, o governador de Roma, Mons. Mons. Benedetto Cappelletti, informou aos cardeais que havia uma conspiração em Roma envolvendo os sobrinhos de Bonaparte do cardeal Joseph Fesch. Uma sob custódia havia sido libertada para o ministro russo, já que sua mãe era a Catarina de Württemberg, nascida na Rússia. Fesch se recusou a pedir aos sobrinhos que deixassem Roma. Uma bomba de papel explodiu sob as janelas do conclave. O conclave abriu em uma atmosfera de alta tensão.

## Descrição
Quando o conclave se reuniu em 14 de dezembro, cerca de 45 dos 54 cardeais vivos participaram; oito dos quais não eram italianos. Bartolomeo Pacca presidiu como decano do Colégio Sagrado .
Inicialmente, os principais candidatos incluíam Emmanuele De Gregorio e Bartolomeo Pacca , que haviam sido papabili no Conclave de 1829, além de Giacomo Giustiniani, que era um diplomata papal de longa data, mas que foi vetado pelo rei Fernando VII de Espanha. Giustiniani havia servido como núncio em Madri e provocou a hostilidade do primeiro-ministro em assuntos eclesiásticos e da rainha Maria Cristina em relação à sucessão.
Desde o primeiro dia do escrutínio, que foi o dia 15, até o dia 27, os votos foram divididos igualmente entre De Gregorio e Pacca. No entanto, ficou claro eventualmente que nenhum dos papabili não vetados poderia obter o apoio de dois terços dos cardeais, e com o príncipe Klemens Wenzel von Metternich querendo que um papa muito forte se mantivesse firme contra o dilúvio de revolução que assombra a Europa na época de o conclave Giuseppe Albani , que liderou a facção austríaca e apoiou Pacca, interveio. Ele propôs Vincenzo Macchi, ex- núncio em Paris , como candidato, mas poucos dos outros cardeais viam Macchi como adequado para o papado. Cardeal Joachim-Jean-Xavier d'Isoard foi instruído pelo rei Luís Filipe I de França a vetar a eleição de Macchi, se necessário. O cardeal Tommaso Bernetti, que disputou com Albani o cargo de secretário de Estado, apoiou De Gregorio.
Cappellari apareceu como uma alternativa para De Gregorio e Macchi apenas quando o conclave estava bem avançado, mas mesmo que Albani trabalhasse contra ele, Cappellari acabou assumindo a liderança e venceu a eleição.
Nenhum conclave desde então durou até uma semana, mas na época nenhum conclave desde 1667 havia durado menos de três semanas. O conclave levou oitenta e três cédulas para entregar uma maioria de dois terços a um candidato, enquanto que nenhum conclave teve mais de quatorze anos.
Cappellari, então sacerdote camaldulense e prefeito da Congregação para a Evangelização dos Povos, também foi o último papa que não foi bispo quando eleito.

Brasão Papal do Papa Gregório XVI.

| Duração            | 50 dias                     |
| Numero de votações | 83                          |
| Eleitores          | 45                          |
| Veto usado         | Rei Fernando VII da Espanha |
| Papa falecido      | Pio VIII (1829-1830)        |
| Papa eleito        | Gregório XVI (1831-1846)    |
| ------------------ | --------------------------- |

## Cardeais eleitores

### Composição por Consistório
| Concistoro               | 1831 |
| ------------------------ | ---- |
| Fevereiro 1801           | 4    |
| Janeiro 1803             | 1    |
| Julho 1803               | 1    |
| Março 1804               | 1    |
| Março 1816               | 7    |
| Outubro 1817             | 1    |
| Junho 1819               | 1    |
| Setembro 1819            | 1    |
| Março 1823               | 8    |
| Consistórios de Pio VII  | 25   |
| Maio 1824                | 2    |
| Setembro 1824            | 3    |
| Dezembro 1824            | 2    |
| Março 1825               | 2    |
| Março 1826               | 2    |
| Outubro 1826             | 9    |
| Junho 1827               | 2    |
| Dezembro 1828            | 2    |
| Consistórios de Leão XII | 24   |
| Julho 1829               | 1    |
| Março 1830               | 3    |
| Julho 1830               | 1    |
| Consistórios de Pio VIII | 5    |
| Total                    | 54   |

| Criado por            | Cardeais | Por Cento |
| --------------------- | -------- | --------- |
| Papa Pio VII (PVII)   | 025      | 46,3 %    |
| Papa Leão XII (LXII)  | 024      | 44,44 %   |
| Papa Pio VIII (PVIII) | 05       | 9,26 %    |
| Total                 | 54       | 100 %     |

## Cardeais Eleitores

### Cardeais Bispos
| Nº | Nome                          | Consistório    | Papa |
| -- | ----------------------------- | -------------- | ---- |
| 1  | Bartolomeo Pacca              | Fevereiro 1801 | PVII |
| 2  | Pietro Francesco Galleffi     | Julho 1803     | PVII |
| 3  | Tommaso Arezzo                | Março 1816     | PVII |
| 4  | Emmanuele de Gregorio         | Março 1816     | PVII |
| 5  | Giovanni Francesco Falzacappa | Março 1823     | PVII |
| 6  | Carlo Maria Pedicini          | Março 1823     | PVII |

### Cardeais Presbíteros
| Nº | Nome                                      | Consistório    | Papa  |
| -- | ----------------------------------------- | -------------- | ----- |
| 7  | Luigi Ruffo Scilla                        | Fevereiro 1801 | PVII  |
| 8  | Joseph Fesch                              | Janeiro 1803   | PVII  |
| 9  | Carlo Oppizzoni                           | Março 1804     | PVII  |
| 10 | Giuseppe Morozzo Della Rocca              | Março 1816     | PVII  |
| 11 | Fabrizio Sceberras Testaferrata           | Março 1816     | PVII  |
| 12 | Benedetto Naro                            | Março 1816     | PVII  |
| 13 | Giorgio Doria Pamfilj Landi               | Março 1816     | PVII  |
| 14 | Antonio Pallotta                          | Março 1823     | PVII  |
| 15 | Ercole Dandini                            | Março 1823     | PVII  |
| 16 | Carlo Odescalchi                          | Março 1823     | PVII  |
| 17 | Giacinto Placido Zurla, O.S.B.Cam.        | Março 1823     | PVII  |
| 18 | Giovanni Battista Bussi                   | Maio 1824      | LXII  |
| 19 | Karl Kajetan von Gaisruck                 | Setembro 1824  | LXII  |
| 20 | Pedro Inguanzo Rivero                     | Dezembro 1824  | LXII  |
| 21 | Ludovico Micara, O.F.M.Cap.               | Dezembro 1824  | LXII  |
| 22 | Gustav Maximilian von Croÿ                | Março 1825     | LXII  |
| 23 | Bartolomeo Alberto Cappellari, O.S.B.Cam. | Março 1825     | LXII  |
| 24 | Pietro Caprano                            | Outubro 1826   | LXII  |
| 25 | Giacomo Giustiniani                       | Outubro 1826   | LXII  |
| 26 | Vincenzo Macchi                           | Outubro 1826   | LXII  |
| 27 | Giacomo Filippo Fransoni                  | Outubro 1826   | LXII  |
| 28 | Benedetto Colonna Barberini di Sciarra    | Outubro 1826   | LXII  |
| 29 | Giovanni Antonio Benvenuti                | Outubro 1826   | LXII  |
| 30 | Ignazio Nasalli-Ratti                     | Junho 1827     | LXII  |
| 31 | Joachim-Jean-Xavier d'Isoard              | Junho 1827     | LXII  |
| 32 | Antonio Domenico Gamberini                | Dezembro 1828  | LXII  |
| 33 | Cesare Nembrini Pironi Gonzaga            | Julho 1829     | PVIII |
| 34 | Thomas Weld                               | Março 1830     | PVIII |
| 35 | Raffaele Mazio                            | Março 1830     | PVIII |
| 36 | Louis François-Auguste de Rohan Chabot    | Julho 1830     | PVIII |

### Cardeais Diáconos
| Nº | Nome                           | Consistório    | Papa  |
| -- | ------------------------------ | -------------- | ----- |
| 37 | Giuseppe Albani                | Fevereiro 1801 | PVII  |
| 38 | Agostino Rivarola              | Outubro 1817   | PVII  |
| 39 | Cesare Guerrieri Gonzaga       | Setembro 1819  | PVII  |
| 40 | Antonio Frosini                | Março 1823     | PVII  |
| 41 | Tommaso Riario Sforza          | Março 1823     | PVII  |
| 42 | Tommaso Bernetti               | Outubro 1826   | LXII  |
| 43 | Belisario Cristaldi            | Outubro 1826   | LXII  |
| 44 | Juan Francisco Marco y Catalán | Dezembro 1828  | LXII  |
| 45 | Domenico de Simone             | Março 1830     | PVIII |

## Ausentes

### Cardeais Presbíteros
| Nº | Nome                                                  | Consistório    | Papa |
| -- | ----------------------------------------------------- | -------------- | ---- |
| 1  | Cesare Brancadoro                                     | Fevereiro 1801 | PVII |
| 2  | Rudolf Johannes Joseph Rainer von Habsburg-Lothringen | Junho 1819     | PVII |
| 3  | Bonaventura Gazzola, O.F.M.                           | Maio 1824      | LXII |
| 4  | Teresio Maria Carlo Vittorio Ferrero della Marmora    | Setembro 1824  | LXII |
| 5  | Patrício da Silva, O.S.A.                             | Setembro 1824  | LXII |
| 6  | Francisco Javier de Cienfuegos e Jovellanos           | Março 1826     | LXII |
| 7  | Jean-Baptist-Marie-Anne-Antoine de Latil              | Março 1826     | LXII |
| 8  | Alexander Rudnay                                      | Outubro 1826   | LXII |

### Cardeais Diáconos
| Nº | Nome                   | Consistório | Papa |
| -- | ---------------------- | ----------- | ---- |
| 9  | Giovanni Caccia-Piatti | Março 1816  | PVII |